# Jonathan Pryce
Jonathan Pryce, CBE (tên khai sinh: John Price; sinh ngày 1 tháng 6 năm 1947) là một nam diễn viên và ca sĩ người Anh Quốc.